# Die Fälle des Herrn Konstantin
Die Fälle des Herrn Konstantin ist eine 13-teilige Vorabendserie, die in zwei Staffeln 1974 (sieben Teile) und 1977 (sechs Teile) erstmals in einigen Regionalprogrammen der ARD ausgestrahlt wurde. Produziert wurde sie für die Westdeutsches Werbefernsehen GmbH.

## Inhalt
Herr Konstantin deckt gemeinsam mit seinen Mitarbeitern Bremer und Brenig Spionagefälle auf, die scheinbar unbescholtene Bürger begehen, und kann nicht nur diese, sondern auch die Hintermänner und Auftraggeber dingfest machen.

## Sonstiges
Die einzelnen Fälle basierten auf tatsächlichen Begebenheiten. Im Rahmen der Dreharbeiten kam es zu einem schweren Unfall, der für einen Stuntman, der mit einem Auto frontal gegen einen Baum gerast war, über einhundert Knochenbrüche und eine neunstündige Operation zur Folge hatte.
Gesendet wurde die Serie im Regionalprogramm des Westdeutschen Rundfunks (WDR), des Süddeutschen Rundfunks (SDR) und des Südwestfunks (SWF) sowie des Bayerischen (BR) und des Norddeutschen Rundfunks (NDR).
Die erste Folge der ersten Staffel wurde am 2. Mai 1974 im WDR ausgestrahlt. Sie lief dann unterschiedlich im wöchentlichen, mal auch im 14-täglichen Abstand bis zum 4. Juli. Die Ausstrahlungstermine weichen auf der Krimihomepage und bei IMDb voneinander ab. Genannt sind in der Episodenliste die bei IMDb aufgeführten Termine. SDR und SWF begannen im November 1976 mit der Ausstrahlung der ersten Staffel, im BR lief sie von Juni bis Juli 1976. Staffel 2 lief bei SDR und SWF ab dem 10. Januar 1977 wöchentlich, die Termine bei IMDb entsprechen denen auf der Krimihomepage und sind in der Episodenliste aufgeführt.
Von der ersten Staffel wurde am jeweiligen Sendetag jeweils eine Folge in zwei Teilen gezeigt, im WDR beispielsweise um 18.10 Uhr und 19.20 Uhr. Jede Folge hatte außerdem zwei verschiedene Titel. Innerhalb der zweiten Staffel hatten beide Teile einer Folge denselben Titel und wurden lediglich mit Teil 1 und Teil 2 bezeichnet. Einige Regionalsender (welche dies waren, konnte nicht ermittelt werden) strahlten die einzelnen Episoden auch ohne Unterbrechung aus.

## Episodenliste

### Staffel 1
| Nr. (gesamt) | Nr. (Staffel) | Erstausstrahlung | Titel                                        | Gastschauspieler (Auswahl)                                                                                    |
| ------------ | ------------- | ---------------- | -------------------------------------------- | --- |
| 1            | 1             | 2. Mai 1974      | Der gußeiserne Buddha Bankdirektor Alba      | Christine Kaufmann, Margit Saad                                                                               |
| 2            | 2             | 16. Mai 1974     | Der Radarreflektor Was ist aus uns geworden? | Hans Caninenberg, Claudia Wedekind, Thomas Fritsch, Karl Renar, Klaus Höhne                                   |
| 3            | 3             | 30. Mai 1974     | Der Cumulus-Club Die neue Maschine           | Jürgen Draeger, Alexander May, Karin Anselm, Sepp Wäsche, Herta Worell                                        |
| 4            | 4             | 6. Juni 1974     | Palace-Hotel Monsieur Dubois                 | Helmut Förnbacher, Ann Smyrner, Günther Neutze, Ralf Wolter, Stefan Behrens, Alexander Kerst, Vera Tschechowa |
| 5            | 5             | 20. Juni 1974    | Aschermittwoch Walter Weinert                | Walter Kohut, Karl Walter Diess, Karin Eickelbaum                                                             |
| 6            | 6             | 27. Juni 1974    | Beate Schweitzer Frau Hütte                  | Renate Redetzky, Herbert Tiede, Walter Wilz                                                                   |
| 7            | 7             | 4. Juli 1974     | Der Herr von der Sûreté Wallenstein          | Raimund Harmstorf, Christiane Rücker, Evelyn Opela, Paul Neuhaus                                              |

### Staffel 2
| Nr. (gesamt) | Nr. (Staffel) | Erstausstrahlung | Titel                 | Gastschauspieler (Auswahl)                                         |
| ------------ | ------------- | ---------------- | --------------------- | ------------------------------------------------------------------ |
| 8            | 1             | 10. Januar 1977  | Das Orchideenmännchen | Claus Biederstaedt, Friedl Frank                                   |
| 9            | 2             | 17. Januar 1977  | Der Kryptomat         | Udo Vioff, Ivan Desny, Alexander Hegarth                           |
| 10           | 3             | 24. Januar 1977  | Die Zapfstelle        | Heinz Baumann, Claus Ringer, Christiane Krüger, Rudolf Platte      |
| 11           | 4             | 31. Januar 1977  | Der Test              | Hans Wyprächtiger, Fritz Wepper                                    |
| 12           | 5             | 7. Februar 1977  | Zielobjekt Leopard    | Hartmut Becker, Herbert Stass, Elisabeth Volkmann, Christian Wolff |
| 13           | 6             | 14. Februar 1977 | Der Strohmann         | Horst Naumann, Hans Dieter Asner, Willy Harlander                  |